# محمد زمان

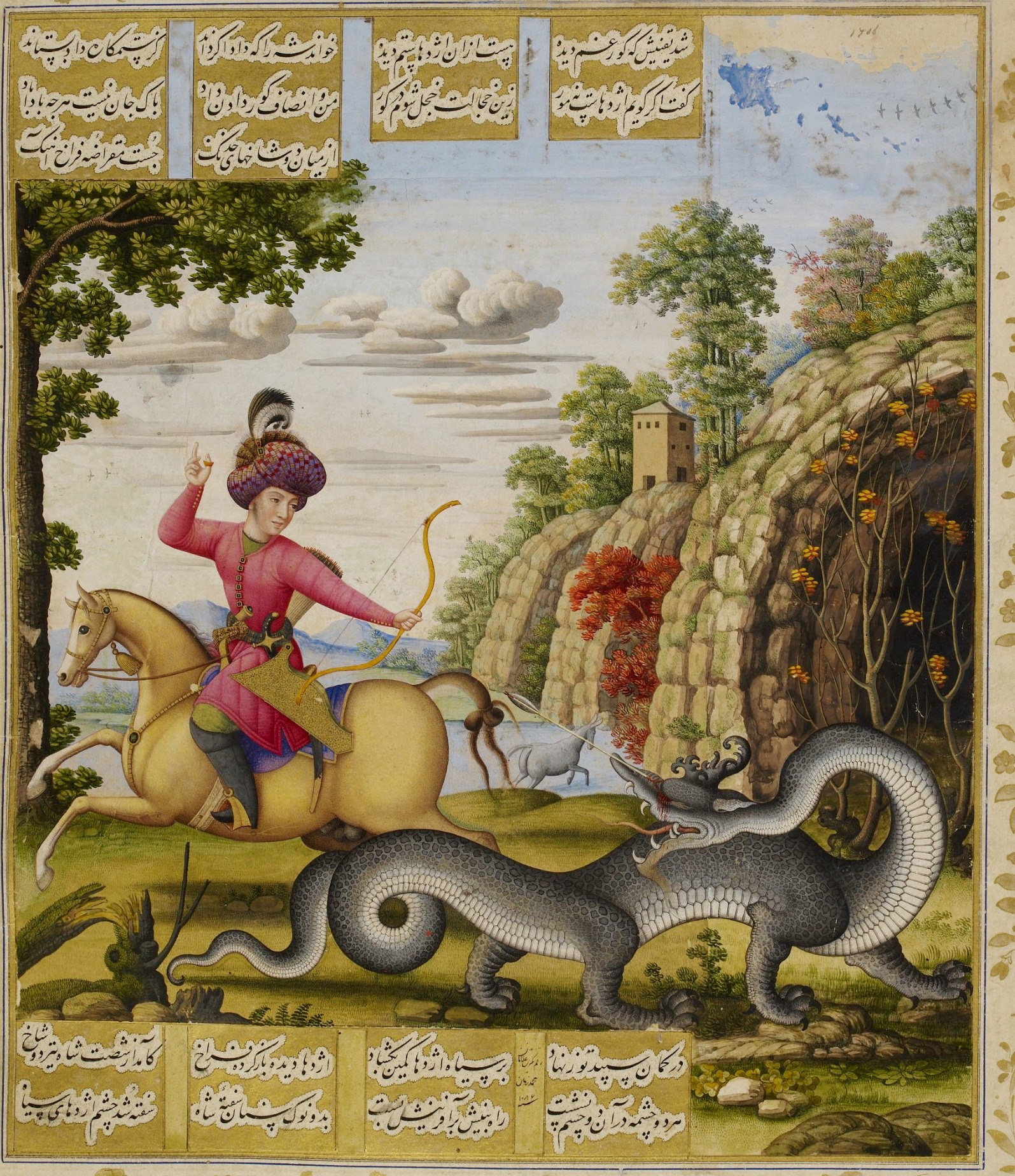
بهرام گور و کشتن اژدها، نگاره‌ای از محمد زمان.

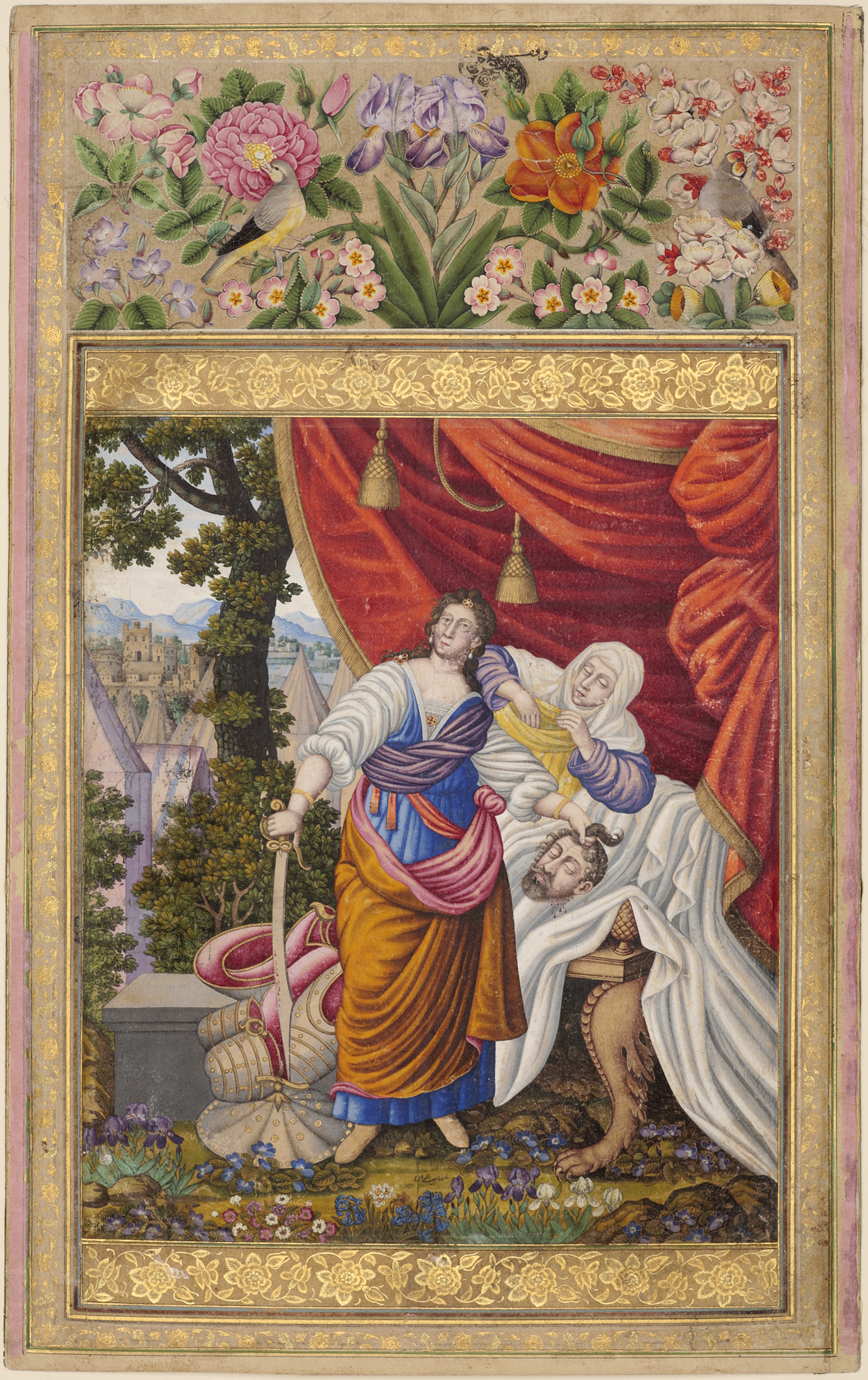
سر بریدن هولوفرنس توسط جودیت، اثر محمد زمان، ۱۶۸۰میلادی

برگی از شاهنامه که به ماجرای تولد رستم و کمک سیمرغ می‌پردازد. این اثر توسط محمد زمان در اواخر دورهٔ صفویه خلق شده‌است و اکنون در مالکیت کتابخانه چستربیتی قرار دارد.

محمد زمان یا «محمد زمان بن حاجی یوسف قمی» نقاش و مترجم ایرانی اواخر دورهٔ صفویه بود. سال‌های فعالیت وی حدود ۱۶۵۰ تا ۱۶۹۴ یا تا ۱۷۰۱ میلادی است.

## زندگی‌نامه
وی هم‌عصر سه تن از شاهان صفوی، یعنی شاه عباس دوم، شاه سلیمان و شاه سلطان حسین می‌زیست. شهرت‌اش به خاطر کپی یا تقلیدهای آزادانه از گراورهای فرنگی (اروپایی) و همچنین نقش موثرش در ترویج فرنگی سازی نگارگری ایرانی است، که او به همراه علی قلی جبه‌دار، نمایندگان برجستهٔ این سبک در نیمهٔ دوم قرن هفده میلادی در ایران بودند.
علی رغم تحقیقات بسیار، داستان زندگی محمدزمان همچنان در پرده‌ای از ابهام پوشیده‌است. بر پایهٔ برخی از گمانه‌زنی‌ها که عموماً توسط محققین غربی صورت گرفته، محمدزمان در رأس یک هیئت که توسط شاه‌عباس‌دوم به جهت یادگیری نقاشی اروپایی به ایتالیا فرستاده شده، و در آنجا مشابه چند تن دیگر از همراهان‌اش مسیحی شده، و به «پائولو زمان» تغییر نام داده، سپس به هند کوچیده، چندی را در آنجا گذارنده، پس از آن به ایران بازگشته، توبه کرده و در دربار مشغول به کار شده‌است. به نظر می‌رسد که بخشی از این داستان مربوط به یکی از اشراف هم‌نام وی در اصفهان باشد که حدود سال ۱۶۴۰ قبل از مهاجرت به هند به مذهب کاتولیک گرویده است. در حالی که محمدزمان نقاش، به گواه آثارش یک مسلمان شیعه است.
ایوانف به نقل از مانویچی که ادعا کرده محمدزمان در ایتالیا تحصیل کرده و از اصل نقاشی‌های اروپایی اقتباس نموده‌است می‌نویسد: محمدزمان در سال ۱۰۸۶ قمری یا ۱۶۷۵ میلادی در مقام هنرمندی زبده در قصر سلطنتی اشرف در مازندران کار می‌کرده و کمی بعد به اصفهان آمده‌است. اما به جز ادعای مانویچی که اکثر پژوهشگران به آن استناد کرده‌اند و نیز موضوعات مرتبط با مسیحیت که محمدزمان تصویر کرده، سند دیگری مبنی بر سفرش به اروپا و تغییر کیش به مسیحیت ارائه نشده‌است. ایوانف همچنین با رد نظرات کارشناسانی که به سفرهای محمدزمان به هند و ایتالیا نظر دارند، می‌گوید:امروزه با صراحت باید پذیرفت که سفرهای ایتالیایی و هندی محمدزمان بن‌حاجی‌یوسف قمی افسانه‌ای بیش نیست». و به قول ابوالعلاء سودآور، محمدزمان به سبک سنتی ایرانی تعلیم دیده و احتمالاً زیر نفوذ تعلیمات دو نقاش پیش از خود، یعنی بهرام سفره‌کش و شیخ عباسی بوده و هرگز به سبک اروپایی تعلیم ندیده‌است.
پسر محمدزمان، «محمدعلی بن‌محمدزمان» نیز نقاش دربار شاه سلطان حسین بوده، و چند اثر از وی در موزه آرمیتاژ محفوظ است. در یکی از این آثار به سال ۱۷۰۱، چنین امضا شده: محمد علی، فرزند مرحوم محمدزمان. این به این معنی است که در سال ۱۷۰۱ محمدزمان دیگر زنده نبوده‌است.

## سبک
شیفتگی مورخان غربی به محمدزمان، بدان سبب است که نقاشی وی به شدت ملهم از نقاشی اروپای مسیحی بود. به نظر می‌رسد که وی نخستین نقاش ایرانی بود که از رنگ و روغن روی بوم برای ترسیم استفاده کرده و پیروان‌اش پس از وی به این تکنیک روی آورده‌اند. اما مهمترین وجه کار این هنرمند، پیشتازی‌اش در «فرنگی سازی» نگارگری است. ویژگی این سبک، استفادهٔ تلفیقی از تکنیک‌های نقاشی اروپایی از جمله پرسپکتیو، در عین استفاده از شاخص‌های نقاشی کهن ایران است. محمد زمان، شیوهٔ فرنگی سازی را از روی نقاشی‌های چاپی یادگرفت.

## نگارخانه
هم‌اینک حداقل ۲۴ اثر با امضای این هنرمند شناخته‌شده، که در سبک‌های متفاوت، در مجموعه‌ها و مرقعات، شاهنامه‌ها و اوراق تک برگی به‌جای مانده‌است.

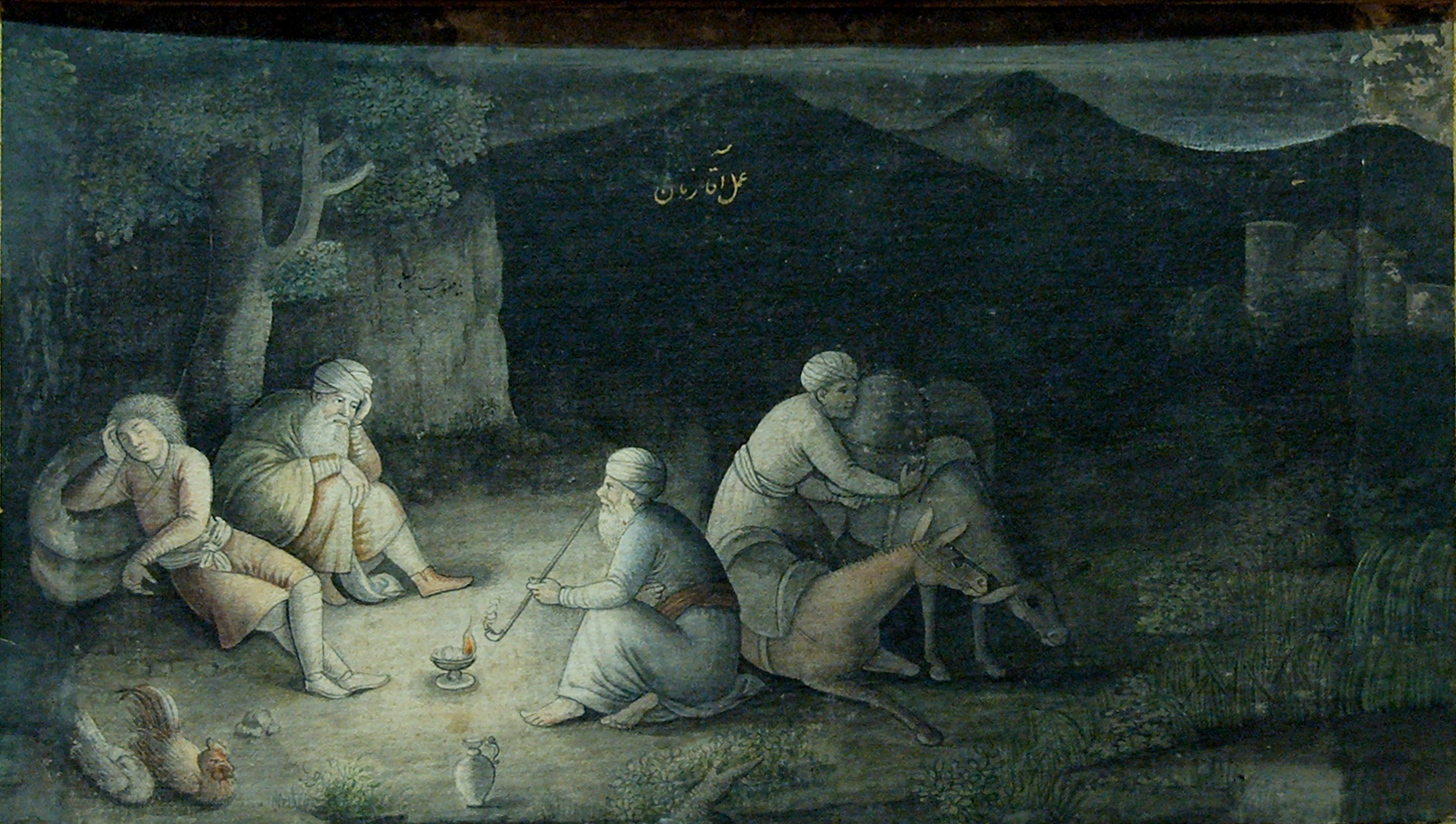
اتراق شبانه، نگاره‌ای از محمد زمان، موزه آرمیتاژ.
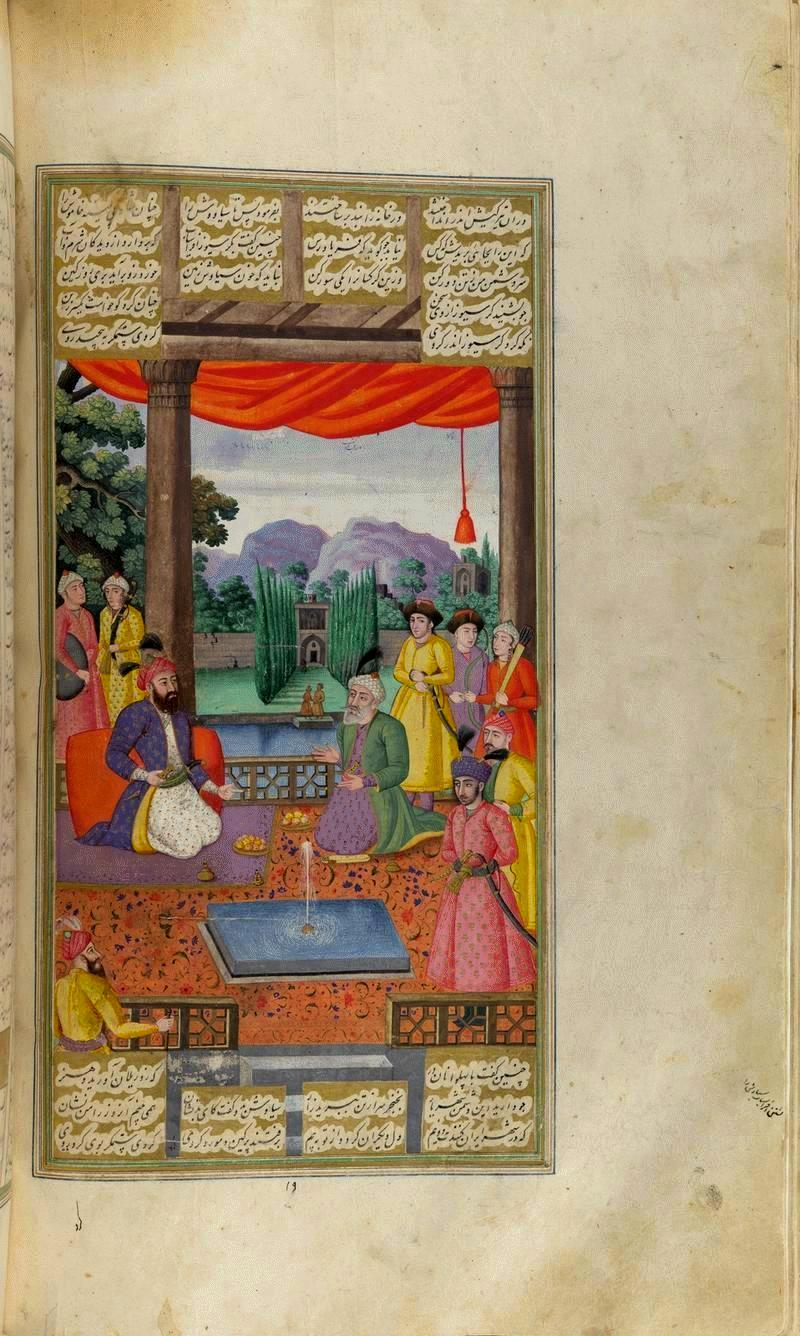
گرسیوز و افراسیاب، نگاره‌ای از شاهنامه به قلم محمد زمان در موزهٔ متروپولیتن
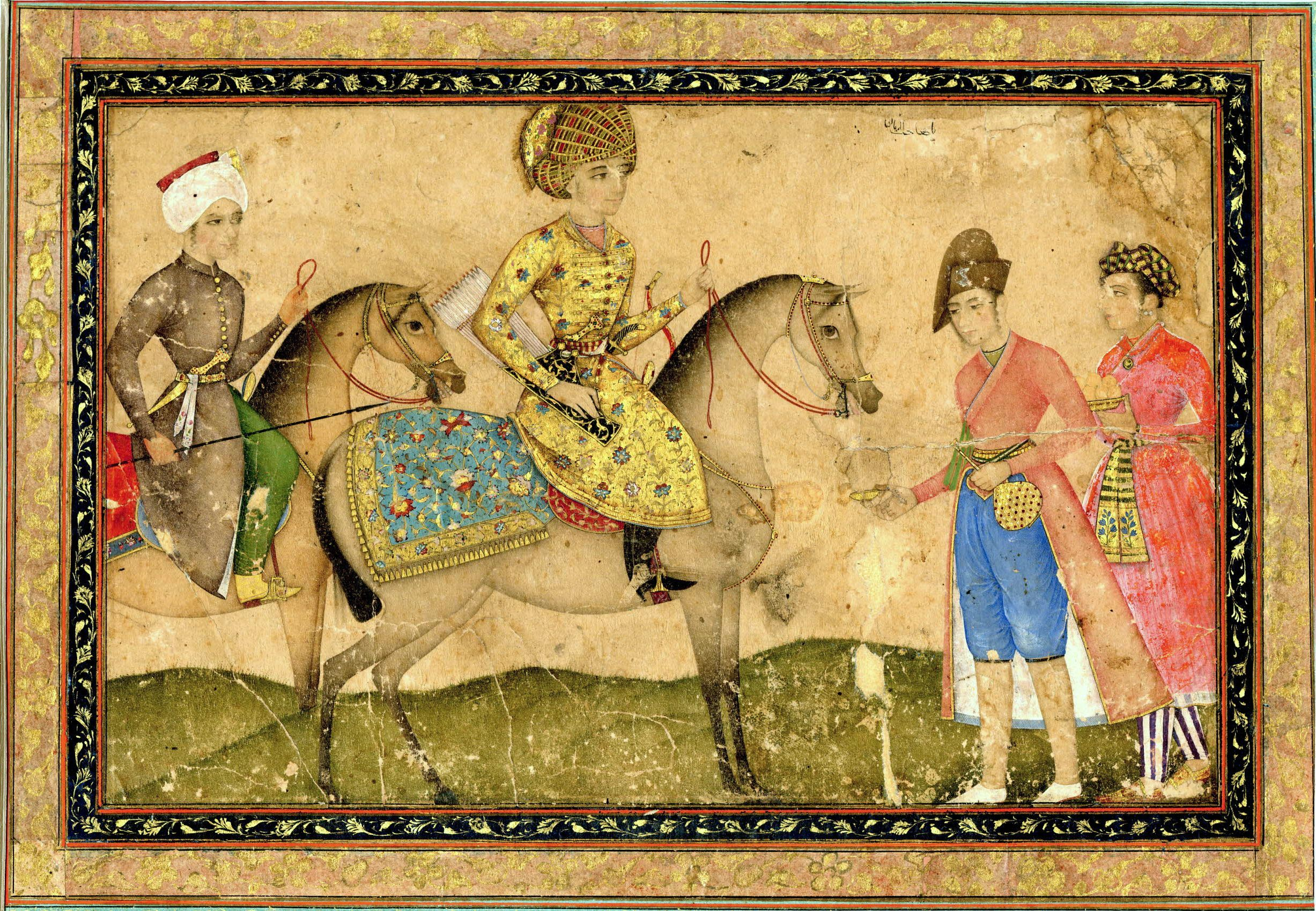
شاهزادهٔ سوار بر اسب و درباریان، نگاره‌ای از محمد زمان.
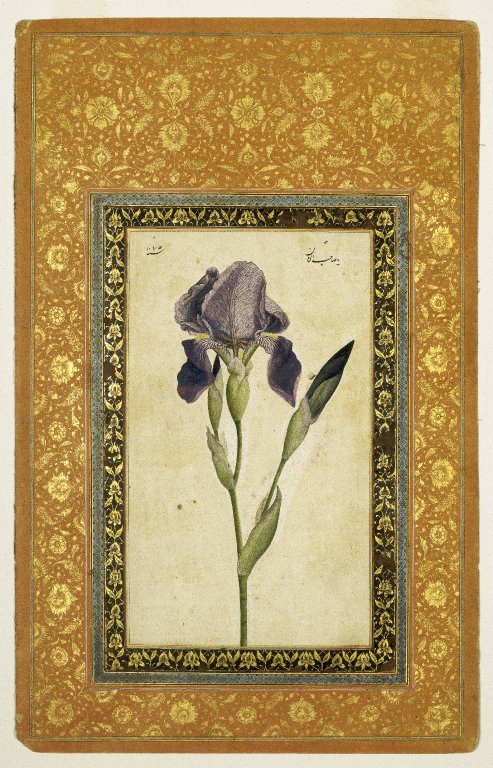
گل زنبق، نگاره‌ای از محمد زمان، موزهٔ بروکلین.
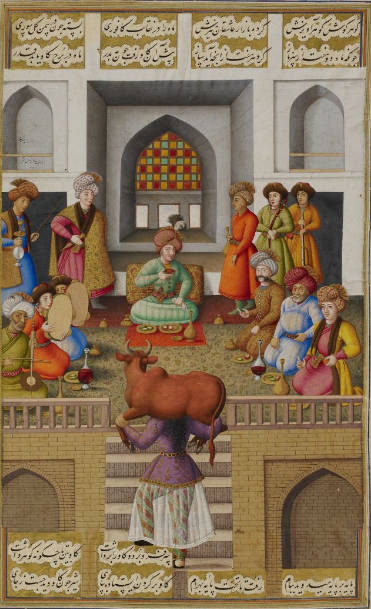
کنیزی با نگه داشتن گاو بر دوش بهرام گور را تحت تأثیر قدرت خود قرار می دهد، بر گرفته از هفت پیکر نظامی ۱۰۸۶ قمری.